# Arrogancia
La arrogancia (del latín arrogāre: ad- + rogāre) es, supuestamente,  sinónimo de vanidad.
En la teoría de la neurosis de Karen Horney, la arrogancia o ser arrogante es el producto de la compensación que ocurre en el ego por tener una autoimagen inflada. 
Por lo tanto la persona pretende ejercer los derechos que cree tener por la importancia que se atribuye a sí misma, basada en su autoimagen; mientras que los demás lo ven y reconocen por lo que es.

## Creerse mayor a

### Conceptos similares
- Egoísmo
- Narcisismo
- Vanidad
- Egocentrismo
- Soberbia
- Hibris
- Sarcasmo
- Efecto Dunning-Kruger
- Efecto superconfianza
- Megalomanía
- Sesgo de autoservicio

### Antípodas
- Altruismo
- Empatía
- Humildad